# Martine Reicherts

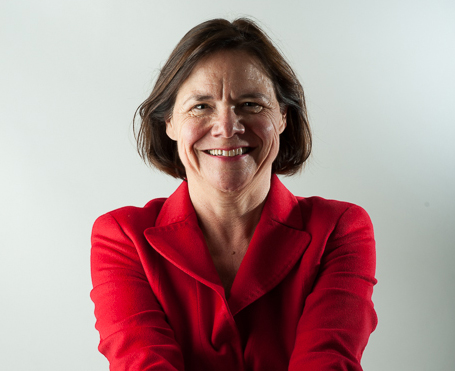
Reicherts im Juni 2014

Martine Reicherts (* 13. April 1957 in Luxemburg) ist eine luxemburgische Politikerin. Nach der Europawahl 2014 war sie bis zur Amtsübernahme der Kommission Juncker als Mitglied der Europäischen Kommission für die Bereiche Justiz, Grundrechte und Bürgerschaft zuständig.

## Leben und Karriere
Reicherts studierte zwischen 1975 und 1979 Rechtswissenschaften in Luxemburg, Nizza und Aix-en-Provence. Anschließend machte sie ein DEA in Wirtschaftsrecht an der Universität Panthéon-Assas. Von 1979 bis 1984 arbeitete sie als Anwältin in Luxemburg. Ihre Karriere in der Europäischen Kommission begann im Februar 1984 in der Generaldirektion Forschung und Innovation.
Nach mehreren Stationen in verschiedenen Generaldirektionen und Kabinetten wurde sie 2003 Dienststellenleiterin im Amt für Gebäude, Anlagen und Logistik - Luxemburg und 2007 Leiterin des Amts für Veröffentlichungen der Europäischen Union. 2014 war sie als Nachfolgerin Viviane Redings in der Kommission Barroso II kurzzeitig Kommissarin für Justiz, Grundrechte und Bürgerschaft. Für den Posten war sie von der Lëtzebuerger Sozialistesch Aarbechterpartei nominiert worden. Ab September 2015 leitete sie die Generaldirektion Bildung und Kultur. Sie trat zum Ende Januar 2018 in den Ruhestand.